# یواس‌اس آرلی برک
یواس‌اس آرلی برک یک ناوشکن موشک‌انداز و نخستین شناور از کلاس آرلی برک است. این کشتی در تاریخ ۱۶ سپتامبر ۱۹۸۹ به آب انداخته شد.
این شناور پس از جنگ فالکلند و طبق آموزه‌های به‌دست‌آمده از این نبرد و همچنین با نگاه به رزم‌ناو رده تیکاندروگا طراحی شد. آرلی برک اولین ناوشکن مدرن بود که با ویژگی‌هایی طراحی شد تا سطح مقطع راداری و رؤیت‌پذیری راداری آن را کاهش دهد. همچنین در این کشتی از نسخه‌ای سطح‌پایین از سیستم یورشی آگیس استفاده شد که امکان پرتاب، رهگیری و گریز موشک‌ها را به‌طور همزمان فراهم می‌کند. ساختار تمام فولادی این شناور از محافظت خوبی برای روبنای آن تأمین می‌کند. همچنین سیستم تأمین جمعی به این کشتی اجازه می‌دهد تا در محیط‌های آلوده به مواد شیمیایی، زیستی و رادیولوژیکی عملکرد خود را حفظ کند. این کشتی به افتخار ادمیرال آرلی برک نامگذاری شده است.

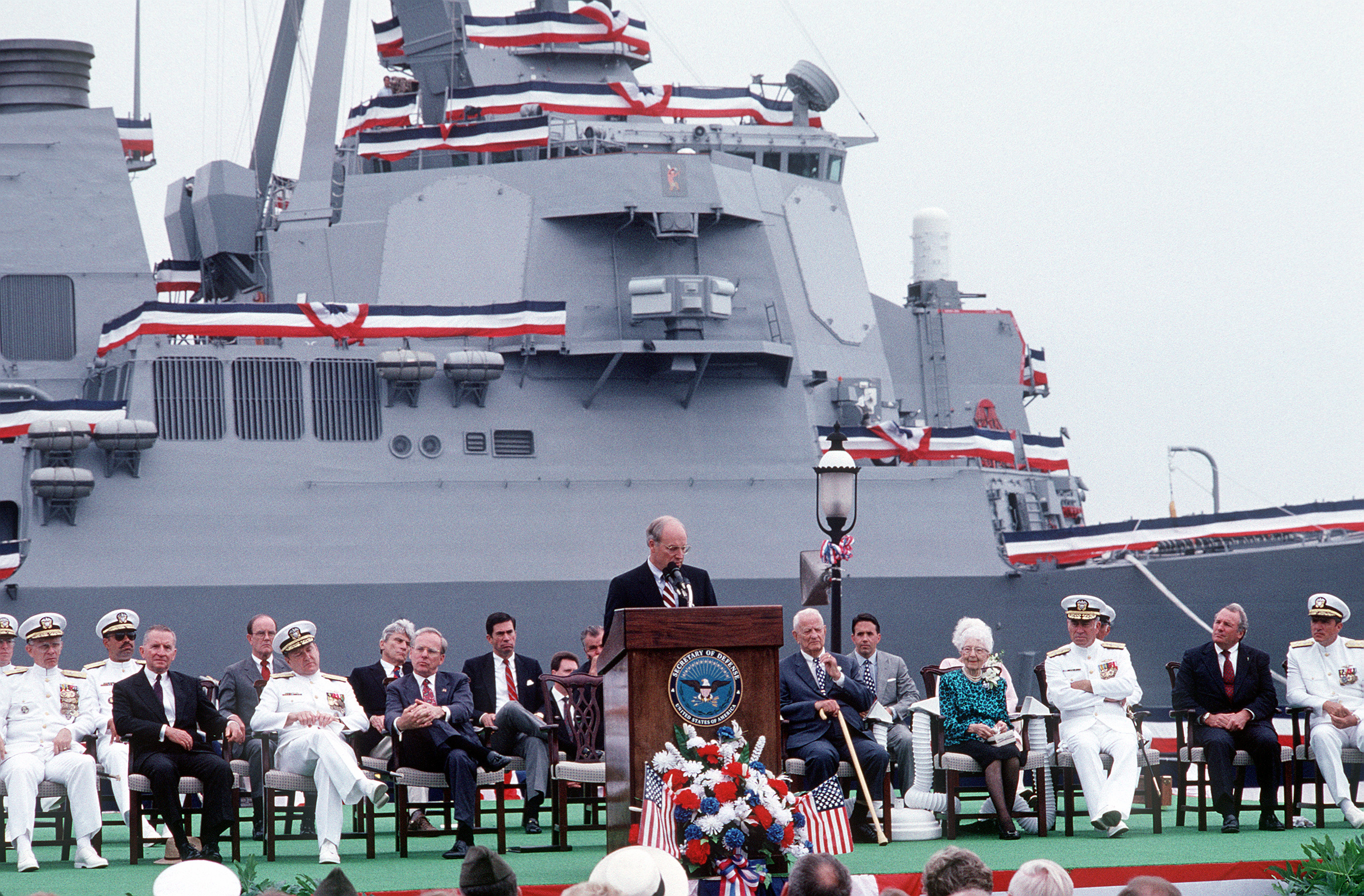
دیک چنی ، وزیر دفاع ایالات متحده آمریکا در حال سخنرانی در مراسم راه‌اندازی ناو یواس‌اس آرلی برک، ۴ ژوئیه ۱۹۹۱

## در فرهنگ عامه
- این کشتی در تیتراژ ابتدایی سریال تلویزیونی جاگ حضور داشت.
- از این ناوشکن در سال ۲۰۰۳ برای فیلمبرداری صحنه‌های دریا در یکی از قسمت‌های سریال ان‌سی‌آی‌اسان‌سی‌آی‌اس استفاده شد.[۱]
- فیلمبرداری فصل سوم سریال جک رایان در اکتبر ۲۰۲۱ در کشتی آرلی برک انجام شد.[۲]